# Miami Sol

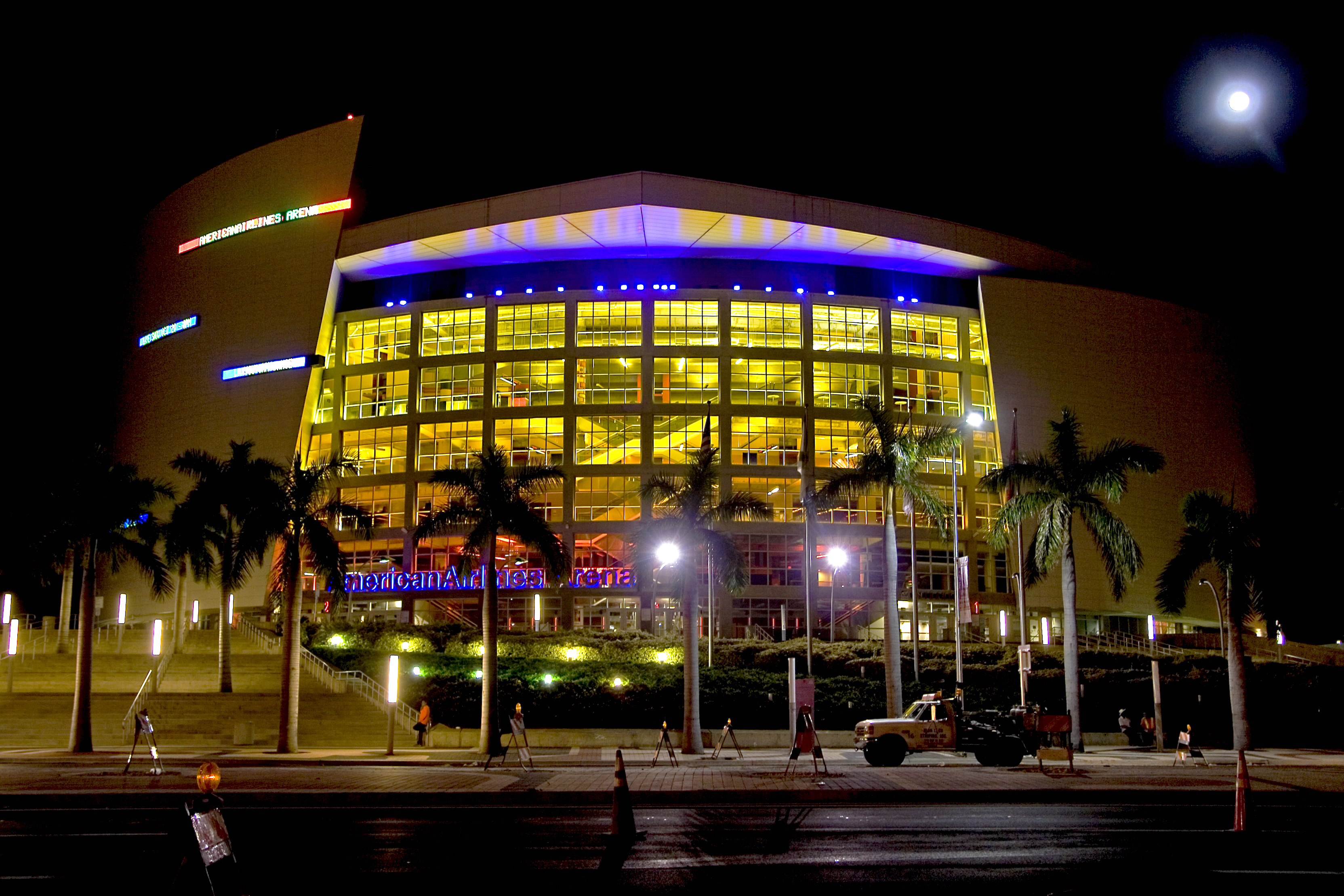
Miami Sol's hemmaarena American Airlines Arena.

Miami Sol, som grundades 2000 och upplöstes 2002, var en basketklubb i Miami i Florida som spelade i damligan WNBA mellan säsongerna 2000 och 2002. Laget spelade sina hemmamatcher i American Airlines Arena och var ett så kallat systerlag till NBA-laget Miami Heat.

## Historia
Miamis första match i ligan spelades hemma den 1 juni 2000 som de förlorades mot Indiana Fever med 54-57 och under sin korta WNBA-historia, bara tre säsonger, lyckades Miami att gå till slutspel en gång, säsongen 2001. Där blev det dock förlust redan i första omgången mot New York Liberty som vann med 1-2 i matcher. Men Miami var även nära att lyckas nå slutspel under både 2000 och 2002 också, då de bara var en vinst efter det fjärdeplacerade laget. Men efter att ha besegrat Detroit Shock den 13 augusti 2002 med 61-56 i den sista ligamatchen upphörde laget att existera då laget hade ekonomiska problem.